# Mariusz Kukiełka
Mariusz Kukiełka (ur. 7 listopada 1976 w Tarnobrzegu) – były polski piłkarz, grający na pozycji defensywnego pomocnika lub środkowego obrońcy.

## Przebieg kariery
Mając 15 lat zadebiutował w polskiej ekstraklasie (ówcześnie I lidze). Nastąpiło to w sezonie 1992/93 w barwach Siarki Tarnobrzeg. Wcześniej w barwach tej drużyny przez dwa sezony grał w II lidze (1990/91 i 1991/92). W 1993 r. został powołany do reprezentacji Polski U-16 na Mistrzostwa Europy w Turcji. Polacy pod wodzą Andrzeja Zamilskiego dotarli do finału w Stambule, w którym 1:0 pokonali Włochy, zostając mistrzami Europy U-16, a Kukiełka osiągnął największy sukces w karierze.
Ze swojej macierzystej drużyny, w której łącznie rozegrał 59 meczów strzelając 2 gole, odszedł w 1996 r. do GKS Bełchatów. Spowodowane to było spadkiem Siarki do II ligi.
W 1997 r. zadebiutował w seniorskiej reprezentacji Polski w przegranym 1:2 meczu z Czechami. Na początku 1998 r. przeszedł do holenderskiej Rody JC Kerkrade. W rundzie wiosennej rozegrał 8 meczów, a w rundzie jesiennej ani jednego.
Wówczas zdecydował się na powrót do polskiej ligi. Lata 1999–2002 spędził w 1-ligowej Amice Wronki, gdzie grał najczęściej jako środkowy obrońca. W jej barwach zdobył dwa razy Puchar Polski (1999 i 2000). Od czasu do czasu otrzymywał powołania do kadry od ówczesnego selekcjonera polskiej kadry Jerzego Engela, nie otrzymał jednak powołania na Mistrzostwa Świata 2002.
W tym samym roku po raz drugi wyjechał z Polski, tym razem do klubu Alpha Ethniki – PAOK FC. Tam zdobył swoje kolejne trofeum – Puchar Grecji, a w sezonie 2002/03 zagrał w 26 meczach. Jednak klub nie wypłacał mu pensji i z tego powodu postanowił odejść, w czym co prawda próbowali przeszkodzić mu Grecy, jednak FIFA przyznała rację zawodnikowi i uznała obowiązującą jeszcze przez rok umowę za nieważną.
Po rozwiązaniu kontraktu z PAOK, mógł wyjechać na zgrupowanie swojego nowego pracodawcy, II-ligowego niemieckiego 1. FC Nürnberg. Grał tam z dwoma innymi polskimi piłkarzami – Jackiem Krzynówkiem i Tomaszem Kosem. 
Po rozegraniu w Norymberdze 14 meczów (1 gol), zdecydował się przyjąć ofertę ówczesnego mistrza Polski – Wisły Kraków. W Wiśle nie był jednak piłkarzem podstawowego składu, bowiem trener Henryk Kasperczak stawiał w środku pomocy na duet Cantoro – Szymkowiak. W 2004 roku Kukiełka rozegrał w krakowskim klubie 17 meczów, najczęściej wchodząc na boisko z ławki rezerwowych. Kiedy Wisła sprowadziła z Dyskobolii Radosława Sobolewskiego, Kukiełka po raz trzeci wyjechał za granicę, ponownie do Niemiec.
I ponownie był to klub z 2. Bundesligi – Dynamo Drezno. Spisywał się tam bardzo dobrze, był wyróżniającą się postacią w lidze, często trafiał do jedenastek kolejki Kickera. Jego bilans w Dreźnie, to 44 spotkania i 2 gole. Od kiedy jednak przeniósł się do Drezna, przestał otrzymywać powołania od selekcjonera. Nie znalazł się też w kadrze na Mistrzostwa Świata 2006.
W sezonie 2005/06 Dynamo zajęło pozycję w strefie spadkowej, co oznaczało ich degradację do Regionalligi. Kukiełka przeniósł się do Energie Cottbus – klubu, który właśnie awansował do Bundesligi. W przeciwieństwie do Tomasza Bandrowskiego, Łukasza Kanika, czy Przemysława Trytki, Kukiełka przebił się do składu ekipy z Chociebuża.
24 listopada 2009 rozwiązał kontrakt z AÓ Xánthi. Następnie przerwał karierę piłkarską. 2 sierpnia 2010 podpisał kontrakt z niemiecką Germanią Windeck, występującą w Oberlidze (V poziom rozgrywek). W 2011 r. został piłkarzem Viktorii Kolonia, którą reprezentował przez kolejne dwa sezony. W przerwie zimowej sezonu 2013/14 trafił do III-ligowej Wisły Sandomierz.

## Mecze w reprezentacji Polski
| l.p. | Data                 | Miejsce                 | Przeciwnik          | Rezultat | Rozgrywki       | Grał   | Uwagi        |
| ---- | -------------------- | ----------------------- | ------------------- | -------- | --------------- | ------ | ------------ |
| 1.   | 12 marca 1997        | Ostrawa                 | Czechy              | 1-2      | towarzyski      | od 70' |              |
| 2.   | 14 czerwca 1997      | Katowice                | Gruzja              | 4-1      | elim. MŚ 1998   | 90'    |              |
| 3.   | 26 kwietnia 2000     | Poznań                  | Finlandia           | 0-0      | towarzyski      | 90'    |              |
| 4.   | 28 lutego 2001       | Larnaka                 | Szwajcaria          | 4-0      | towarzyski      | od 45' |              |
| 5.   | 6 czerwca 2001       | Erywań                  | Armenia             | 1-1      | elim. MŚ 2002   | 90'    |              |
| 6.   | 15 sierpnia 2001     | Reykjavik               | Islandia            | 1-1      | towarzyski      | od 60' |              |
| 7.   | 5 września 2001      | Mińsk                   | Białoruś            | 1-4      | elim. MŚ 2002   | 90'    |              |
| 8.   | 14 listopada 2001    | Poznań                  | Kamerun             | 0-0      | towarzyski      | od 81' |              |
| 9.   | 7 września 2002      | Serravalle              | San Marino          | 2-0      | elim. Euro 2004 | 90'    | Gol          |
| 10.  | 12 października 2002 | Warszawa                | Łotwa               | 0-1      | elim. Euro 2004 | 90'    |              |
| 11.  | 16 października 2002 | Ostrowiec Świętokrzyski | Nowa Zelandia       | 2-0      | towarzyski      | 90'    | Gol          |
| 12.  | 20 listopada 2002    | Kopenhaga               | Dania               | 0-2      | towarzyski      | do 74' |              |
| 13.  | 12 listopada 2003    | Warszawa                | Włochy              | 3-1      | towarzyski      | 90'    |              |
| 14.  | 16 listopada 2003    | Płock                   | Serbia i Czarnogóra | 4-3      | towarzyski      | do 87' |              |
| 15.  | 18 lutego 2004       | San Fernando            | Słowenia            | 2-0      | towarzyski      | 90'    |              |
| 16.  | 21 lutego 2004       | San Fernando            | Wyspy Owcze         | 6-0      | towarzyski      | 90'    | Gol          |
| 17.  | 29 maja 2004         | Szczecin                | Grecja              | 1-0      | towarzyski      | od 67' |              |
| 18.  | 5 czerwca 2004       | Solna                   | Szwecja             | 1-3      | towarzyski      | od 82' |              |
| 19.  | 18 sierpnia 2004     | Poznań                  | Dania               | 1-5      | towarzyski      | 90'    |              |
| 20.  | 8 września 2004      | Chorzów                 | Anglia              | 1-2      | elim. MŚ 2006   | od 64' | Żółta kartka |

## Sukcesy
- Mistrzostwo Polski (z Wisłą Kraków) – 2004
- Puchar Polski (z Amicą Wronki) – 1999, 2000
- Puchar Grecji (z PAOK Saloniki) – 2003
- Mistrzostwo Europy U-16 – 1993